# Vítězslav Nezval
Vítězslav Nezval   (Biskoupky, 26 de maig de 1900 - Praga, 6 d'abril de 1958) va ser poeta, escriptor i traductor. Va ser un dels escriptors txecs més prolífics d'avantguarda en la primera meitat del segle XX i cofundador del moviment surrealista a Txecoslovàquia.

## Biografia
El seu pare era mestre d'escola en el llogaret de Biskoupky en el sud de Moràvia i sovint viatjava a veure exposicions d'art i també era un músic que va estudiar amb el compositor Leoš Janáček. Als 11 anys, Nezval va ser enviat a Třebíč, on va aprendre piano i compondre música. Va començar a escriure en la seva adolescència mentre encara estava interessat en la música. Es va dir que tocava l'acordió mentre estudiava les estrelles. El 1918 va ser reclutat en l'exèrcit austríac, però ràpidament va tornar a casa quan va emmalaltir. Després de la Primera Guerra Mundial, Nezval es va traslladar a Praga i va començar a estudiar filosofia en la Universitat Carles, però no va rebre el títol perquè no va acabar la tesi. Durant aquest temps, va ser atret per la bulliciosa escena literària que prosperava en els cafès i en els carrers de Praga.

## Obra literària
Vítězslav Nezval era membre del grup avantguardista d'artistes Devětsil (literalment "nou forces", el nom txec de la planta petasita, però per a un parlant txec una referència òbvia als nou membres fundadors del grup). Els membres de Devětsil van ser els artistes txecs més prolífics de la seva generació. El 1922, el grup Devetsil incloïa, entre d'altres, Vítězslav Nezval, Jindřich Štyrský, Jaroslav Seifert, Karel Teige i Toyen (Marie Cerminová). També es va relacionar amb el grup el fundador posterior de l'Escola de Praga, Roman Jakobson. Com el grup proletari anterior, Devětsil va buscar inspiració a França per a la seva literatura d'avantguarda i la seva ideologia política marxista originària de Rússia. Tot i que l'estat txecoslovac es va formar just després de la Primera Guerra Mundial, la generació més jove va sentir que encara hi havia marge de millora i que era necessària una solució radical per aconseguir l'autèntic alliberament. La majoria d'aquests intel·lectuals tenien ganes de la revolució i professava la seva lleialtat a Lenin. Encara que el seu filòsof-president, Tomáš Garrigue Masaryk, els va donar la primera democràcia real de mentalitat social, Nezval i altres del seu grup no van acceptar aquest règim com a representant de les seves creences i objectius. En els seus escrits van expressar la seva preferència per la consciència marxista-internacionalista de la solidaritat de classe.
El primer manifest de Devětsil va instar els artistes joves i progressistes a aprofundir en els objectes ordinaris per obtenir una qualitat poètica. Els gratacels, els avions, la mímica i les lletres de pòsters eren les noves arts.

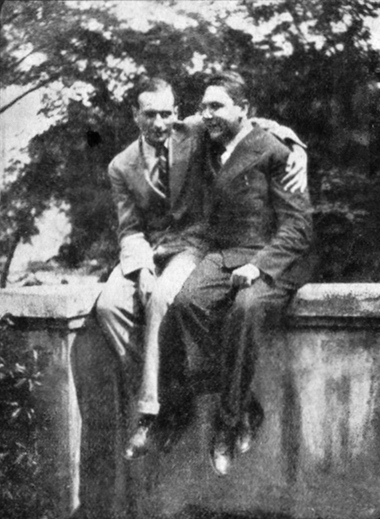
El poeta francès Philippe Soupault i Nezval el 1928

Nezval també va ser una figura fundadora del poetisme, una direcció dins de Devětsil teoritzada principalment per Karel Teige. La seva producció consisteix en una sèrie de col·leccions de poesia, obres de teatre experimentals i novel·les, memòries, assajos i traduccions. Juntament amb Karel Teige, Jindřich Štyrský i Toyen, Nezval viatjava freqüentment a París on es va enfrontar amb els surrealistes francesos. La seva estreta amistat amb André Breton i Paul Éluard va ser fonamental en la fundació del Grup Surrealista de Txecoslovàquia el 1934. Va ser un dels primers grups surrealistes fora de França, i Nezval va ser l'editor de la seva revista Surrealismus.
En col·laboració amb Nezval en el seu llibre Abeceda ("alfabet"), la ballarina de Devětsil Milča Mayerová va adoptar posicions particulars per representar cadascuna de les lletres. Nezval va escriure aquest poema centrant-se en les formes, els sons i les funcions de l'alfabet. Teige va utilitzar la tipografia i el fotomuntatge per crear imatges duradores dels moviments que ara s'imprimeixen en moltes edicions del llibre.
El poema de Nezval Sbohem a šáteček (1934) va ser musicat pel compositor txec Vítězslava Kaprálová el 1937, i va ser estrenat en la seva versió orquestral el 1940 per Rafael Kubelík.
Després de l'ocupació alemanya de Txecoslovàquia es va involucrar en el moviment clandestí de resistència antifeixista i va ser empresonat el 1944.
Després de l'alliberament de Txecoslovàquia, Nezval va aconseguir nombrosos reconeixements i premis pel seu treball. Va intentar seguir sent fidel als ideals del poetisme i reconciliar-los amb el realisme socialista, que era la nova doctrina artística aprovada per l'Estat. Va ser actiu en política i es va convertir en cap del departament de cinema del Ministeri d'Informació.

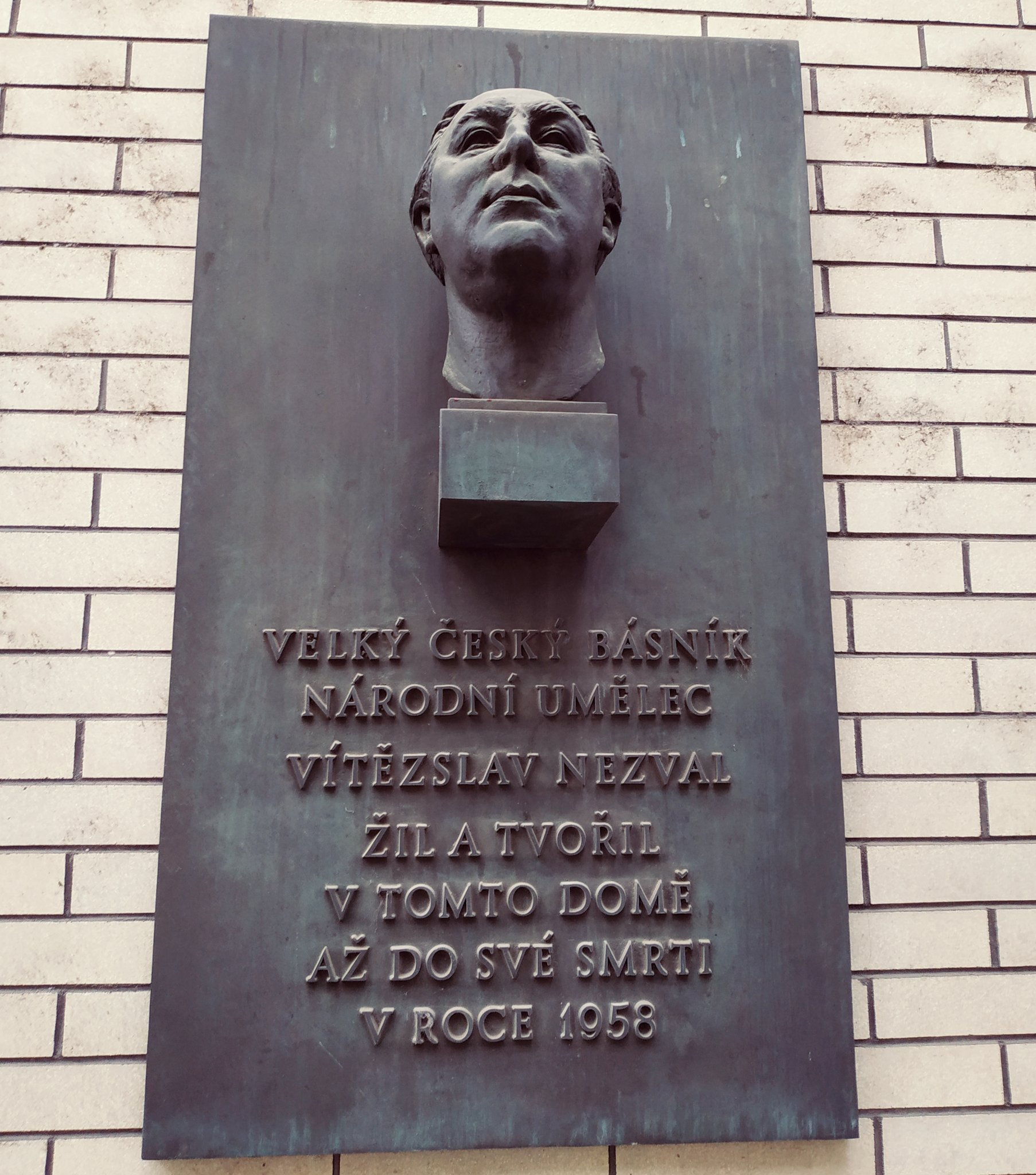
Placa commemorativa en la casa on va morir el 1958

La salut de Nezval va començar a deteriorar-se a començaments dels anys 1950. El 6 d'abril de 1958 va morir a Praga de pneumònia aguda i insuficiència cardíaca. La primera cerimònia de dol va tenir lloc al Rudolfinum i va rebre un funeral d'estat el 10 d'abril. Va ser enterrat en el cementiri de Vyšehrad en Praga. Els seus escrits van ser adquirits pels arxius del Monument Nacional de Literatura.